# Cetopsidae
Famille
Les Cetopsidés (Cetopsidae) sont une petite famille de poissons-chats (ordre des Siluriformes). Ils vivent en Amérique du Sud.

## Liste des genres
Selon World Register of Marine Species (29 octobre 2017) :
- sous-famille Cetopsinae Bleeker, 1858
  - genre Cetopsidium Vari, Ferraris & de Pinna, 2005
  - genre Cetopsis Agassiz, 1829
  - genre Denticetopsis Ferraris, 1996
  - genre Paracetopsis Bleeker, 1862
- sous-famille Helogeninae Regan, 1911
  - genre Helogenes Günther, 1863